# Eryk XII Magnusson
Eryk XII Magnusson – król Szwecji panujący w latach 1357–1359 z dynastii Folkungów.
Urodził się w 1339 roku. Był rywalem swego ojca Magnusa do tronu Szwecji  od roku 1356 do własnej śmierci w 1359 roku. 25 października 1356 poślubił Beatrycze Bawarską, córkę Ludwika IV Bawarskiego.
W 1343 Eryk i jego brat Haakon zostali wybrani dziedzicami odpowiednio Szwecji i Norwegii. Podczas gdy Haakon w 1355 otrzymał tron Norwegii (doprowadzając unię między Szwecją i Norwegią do rozłamu), Eryk nie otrzymał żadnej posady w Szwecji, co spowodowało, iż w 1355 doprowadził do wybuchu rebelii przeciwko swemu ojcu. W 1357 rebelianci zmusili Magnusa do podzielenia się Szwecją z Erykiem, który otrzymał władzę nad większością południowej Szwecji i Finlandii. Szwecja została ponownie zjednoczona w 1359, gdy ojciec i syn pogodzili się i współrządzili krajem do śmierci Eryka kilka miesięcy później. Eryk, gdy umierał, oskarżył swoją matkę, Blankę z Namur, o otrucie go. Wkrótce po jego śmierci, jego żona, Beatrycze, także zmarła. Powszechnie uważa się, że oboje zmarli na dżumę.